# 福岡駅
福岡駅（ふくおかえき）は、富山県高岡市福岡町下蓑にある、あいの風とやま鉄道あいの風とやま鉄道線の駅である。
2015年3月14日の北陸新幹線開業による経営移管までは、西日本旅客鉄道（JR西日本）北陸本線の駅であった。

## 概要
中部の駅百選に指定されている。
「福岡」の駅名は当駅開業当時の所在地である西礪波郡福岡町に由来しており、九州の福岡県福岡市とは何ら関係がない。福岡市にある駅と勘違いされることがあり、実際に外国人留学生が福岡市の駅と勘違いしてやって来た例もある。
当駅が西日本旅客鉄道（JR西日本）からあいの風とやま鉄道に移管されてからはJRグループに「福岡駅」と名乗る駅はなくなった。

## 歴史

跨線橋の完成を報道する新聞記事

- 1898年（明治31年）11月1日：官設鉄道北陸線の金沢駅 - 高岡駅間延伸により一般駅として西礪波郡福岡町下蓑に開業する[5][6][7]。
- 1908年（明治41年）7月：跨線橋を設置する[8]。
- 1909年（明治42年）10月12日：線路名称制定、北陸本線所属駅となる[9]。
- 1919年（大正8年）：電燈を設置する[10]。
- 1928年（昭和3年）：電話を設置する[10]。
- 1939年（昭和14年）11月1日：構内に福岡電信取扱所を設置する[11]。ただし電報配達事務は取扱わない[11]。
- 1956年（昭和31年）
  - 9月27日：新たな跨線橋が完成し落成式を挙行する[12]。
  - 11月19日：当駅 - 高岡駅間に西高岡信号場が開業する[5]。
- 1957年（昭和32年）4月25日：当駅 - 高岡駅間の西高岡信号場が西高岡駅として開業する[13]。
- 1960年（昭和35年）9月30日：当駅 - 石動駅間が複線化する[14]。
- 1962年（昭和37年）8月10日：当駅 - 西高岡駅間が複線化する[14]。
- 1964年（昭和39年）8月24日：金沢駅 - 富山操車場（現在の富山貨物駅）間が交流電化する[14]。
- 1969年（昭和44年）10月1日：営業範囲を改正し、手荷物及び小荷物の配達取扱を廃する[15]。
- 1974年（昭和49年）10月1日：営業範囲を改正し、旅客、荷物及び車扱貨物を取扱う駅となる[16]。
- 1980年（昭和55年）9月25日：営業範囲を改正し、貨物取扱を専用線発着車扱貨物に限定する[17]。
- 1984年（昭和59年）2月1日：営業範囲を改正し、専用線発着車扱貨物の取扱を廃する[18]。
- 1985年（昭和60年）3月14日：営業範囲を改正し、荷物の取扱を廃する[19]。
- 1987年（昭和62年）
  - 3月31日：営業範囲を改正し、旅客、荷物（但し新聞紙に限る）及び臨時に車扱貨物を取扱う駅となる[20]。
  - 4月1日：国鉄分割民営化により、西日本旅客鉄道・日本貨物鉄道の駅となる[5]。日本貨物鉄道の駅としては臨時に車扱貨物の取扱を行う[5]。
- 1992年（平成4年）11月：みどりの窓口の営業を開始する[21]。
- 2000年（平成12年）4月13日：観光物産館等の施設を併設した三角屋根の新駅舎が完成する[22]。総工費4億5千万円、鉄骨2階建てにして延床面積は680平米[22]。
- 2006年（平成18年）4月1日：日本貨物鉄道の駅を廃止する[23]。
- 2015年（平成27年）
  - 3月13日：この日をもってみどりの窓口の営業を終了。
  - 3月14日：北陸新幹線金沢延伸開業に伴い、あいの風とやま鉄道の駅となる。
  - 3月26日：ICカード「ICOCA」供用開始[24]。
- 2025年3月20日：ホーム上にエレベーターを2基設置し、供用を開始[25]。

## 駅構造
単式ホーム1面1線、島式ホーム1面2線を有する地上駅である。駅舎は西側（単式の1番ホーム側）にあり、三角屋根の木造の山小屋風で、観光案内所・物産館・図書館分室などの市の施設を併設している。1番線から島式ホームにある2番線及び3番線とは跨線橋で連絡している。
JR北陸本線時代末期は富山地域鉄道部管轄でJR西日本金沢メンテックが駅務を受託する業務委託駅であり、みどりの窓口も開設されていた。あいの風とやま鉄道への経営移管後も業務委託駅の形態が維持されているが、みどりの窓口は経営移管に合わせて廃止された。

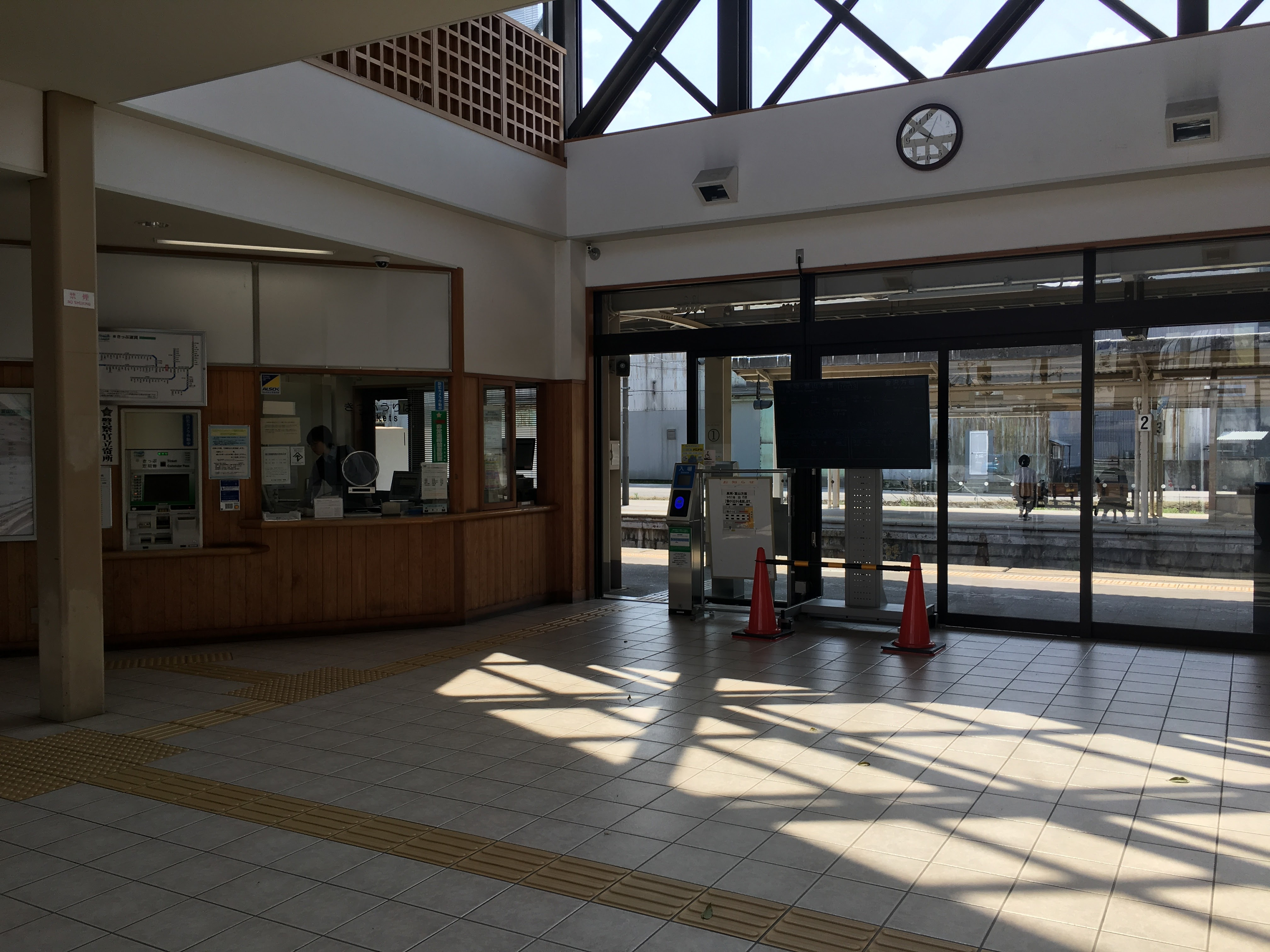
改札及び出札口
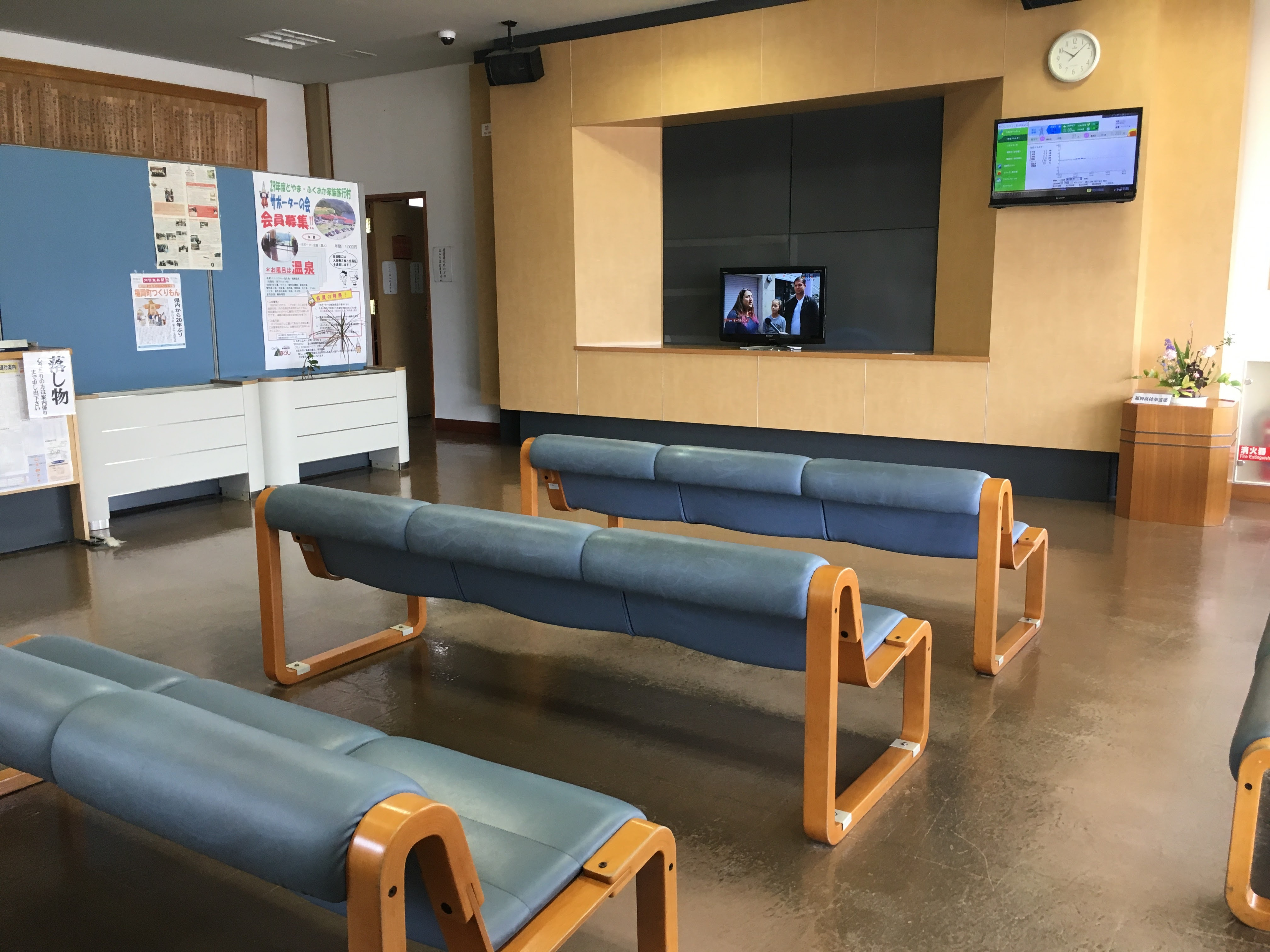
待合室
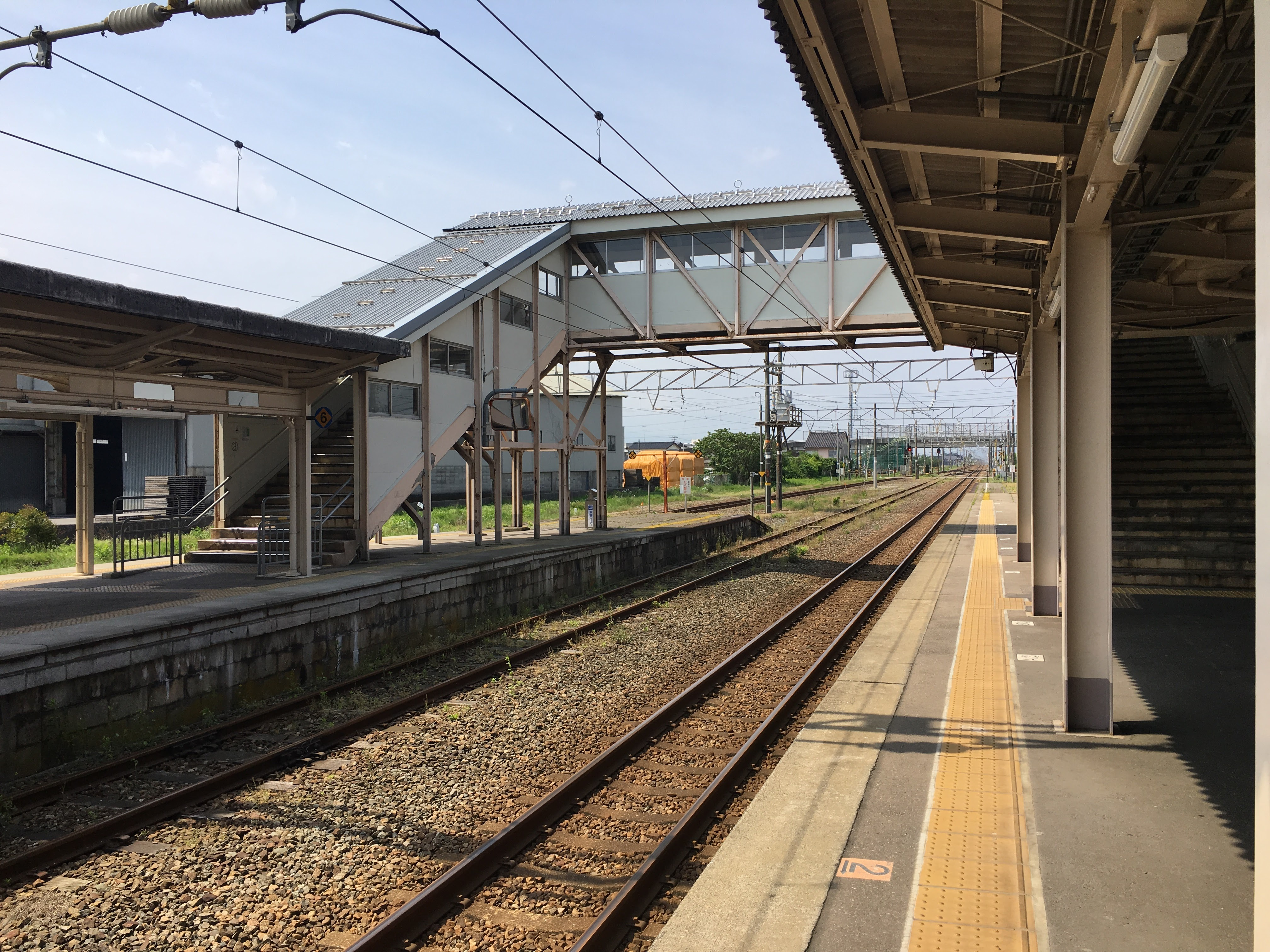
跨線橋

### のりば
| 番線 | 路線                  | 方向 | 行先           | 備考       |
| ---- | --------------------- | ---- | -------------- | ---------- |
| 1    | ■あいの風とやま鉄道線 | 下り | 高岡・富山方面 |            |
| 2    | ■あいの風とやま鉄道線 | 下り | 高岡・富山方面 | 一部の列車 |
| 2    | ■あいの風とやま鉄道線 | 上り | 金沢方面       | 一部の列車 |
| 3    | ■あいの風とやま鉄道線 | 上り | 金沢方面       |            |

- 2016年（平成28年）10月29日現在、2番のりばには一日上下1本ずつ旅客列車が設定されている[29]。

### 到着メロディ
2017年（平成29年）3月の新旅客案内システム導入に伴い、西高岡駅と共通で、高岡市民の歌「ふるさと高岡」のおりんによるアレンジが到着メロディとして使用開始された。

## 貨物取扱

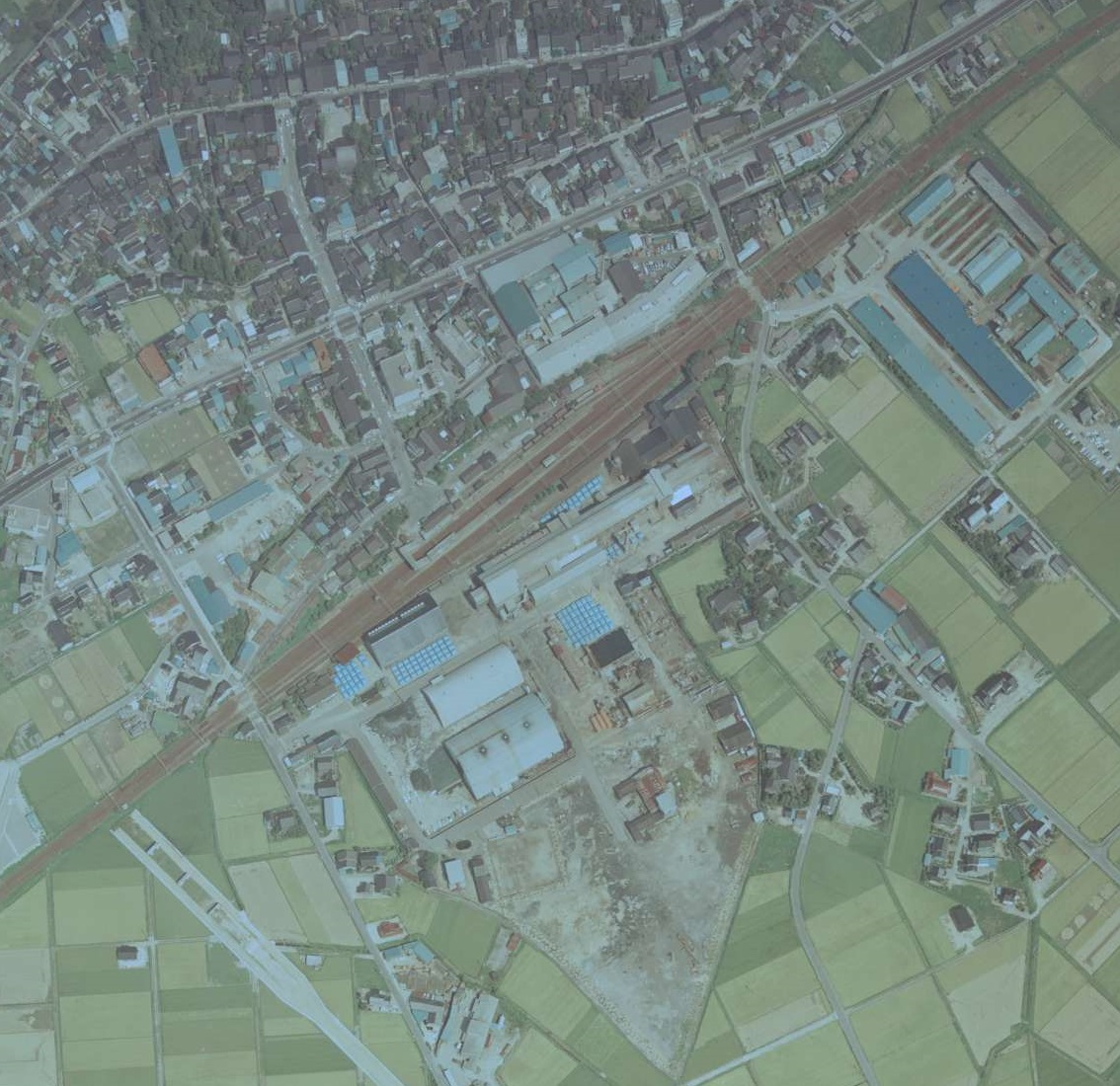
1975年（昭和50年）当時の当駅周辺航空写真

当駅は1984年（昭和59年）2月1日に専用線発着車扱貨物の取扱を廃し一旦は旅客駅となったが、その後国鉄末期の1987年（昭和62年）3月31日より臨時に車扱貨物の取扱を開始し、同年4月1日発足の日本貨物鉄道においてもこれが継承されていた。その後、2006年（平成18年）4月1日に日本貨物鉄道が営業実態のない駅を廃止した際に当駅における貨物取扱は廃止された。
1953年（昭和28年）10月10日付『鉄道公報』第1254号通報専用線一覧別表掲載中、当駅接続の専用線は次の通りであった。
- 鉄道機器線（第三者使用：日本通運、動力：国鉄機関車及び手押、作業粁程：0.1粁）
- 日大鋼業線（動力：手押、作業粁程：0.1粁）

1970年（昭和45年）10月1日現在における当駅接続の専用線は以下の通りであった。
- 鉄道機器線（通運事業者：日本通運、動力：国鉄動車及び手押、作業粁程：0.1粁、総延長粁程：0.1粁）
- 富山製錬所線（通運事業者：日本通運、動力：国鉄動車及び手押、作業粁程：0.3粁、総延長粁程：0.5粁）

1983年（昭和58年）4月1日現在における当駅接続の専用線は以下の通りであった。
- 鉄道機器線（通運事業者等：日本通運、動力：国鉄動車及び手押、作業粁程：0.1粁、総延長粁程：0.1粁、備考：国鉄側線）
- いすみ化成線（通運事業者等：日本通運、動車：国鉄動車及び手押、作業粁程：0.3粁、総延長粁程：0.5粁）

## 利用状況
2020年（令和2年）度の1日平均乗車人員は830人である。
『富山県統計年鑑』及び『高岡市統計書』、あいの風とやま鉄道発表資料によると、近年の1日平均乗車人員は以下の通りである。
| 年度   | 1日平均 乗車人員 |
| ------ | ---------------- |
| 1995年 | 1,530            |
| 1996年 | 1,505            |
| 1997年 | 1,434            |
| 1998年 | 1,434            |
| 1999年 | 1,404            |
| 2000年 | 1,364            |
| 2001年 | 1,309            |
| 2002年 | 1,258            |
| 2003年 | 1,235            |
| 2004年 | 1,220            |
| 2005年 | 1,207            |
| 2006年 | 1,204            |
| 2007年 | 1,177            |
| 2008年 | 1,173            |
| 2009年 | 1,089            |
| 2010年 | 1,088            |
| 2011年 | 1,089            |
| 2012年 | 1,074            |
| 2013年 | 1,105            |
| 2014年 | 927              |
| 2015年 | 1,041            |
| 2016年 | 1,022            |
| 2017年 | 1,012            |
| 2018年 | 1,004            |
| 2019年 | 991              |
| 2020年 | 830              |

備考
1. ↑  2015年3月13日までの347日間における1日平均乗車人員は927人、3月14日から3月31日までの18日間における1日平均乗車人員は1,218人。

## 駅周辺
駅西方の町並みの中を流れる岸渡川の堤には約3,000本の桜並木があり、花見の名所の一つとなっている。
- 鉄道機器富山工場 - 鉄道用分岐器類の製造
- いずみ化成
- ミュゼふくおかカメラ館 - クラシックカメラ・写真を展示する博物館。駅から徒歩5分
- 富山県立福岡高等学校

## 隣の駅
あいの風とやま鉄道
■あいの風とやま鉄道線
石動駅 - 福岡駅 - 西高岡駅